# Dicranomyia (Dicranomyia) synclera
Dicranomyia (Dicranomyia) synclera is een tweevleugelige uit de familie steltmuggen (Limoniidae). De soort komt voor in het Oriëntaals gebied.